# Sovjetunionen i olympiska vinterspelen 1968
Sovjetunionen deltog i olympiska vinterspelen 1968. Sovjetunionens trupp bestod av 74 idrottare, 54 män och 20 kvinnor.

## Medaljer

### Guld
- Skidskytte
  - Stafett herrar: Aleksandr Tichonov, Nikolaj Puzanov, Viktor Mamatov och Vladimir Gundartsev
- Konståkning
  - Par: Ljudmila Belusova och Oleg Protopopov
- Hastighetsåkning på skridskor
  - 500 m damer: Ljudmila Titova
- Backhoppning
  - Stora backen: Vladimir Belusov
- Ishockey
  - Herrarnas turnering: 
Veniamin Aleksandrov
Viktor Blinov
Vitalij Davidov
Anatolij Firsov
Anatolij Jonov
Viktor Konovalenko
Viktor Kuskin
Boris Majorov
Jevgenij Misjakov
Jurij Moisejev
Viktor Polupanov
Aleksandr Ragulin
Igor Romisjevski
Oleg Sajtsev
Jevgenij Simin
Viktor Singer
Vjatjeslav Starsjinov
Vladimir Vikulov

### Silver
- Skidskytte
  - 20 km herrar: Aleksandr Tichonov
- Konståkning
  - Par: Tatjana Zjuk och Aleksandr Gorelik
- Längdskidåkning
  - 50 km herrar: Vjatsjeslav Vedenin
  - 5 km damer: Galina Kulakova
- Hastighetsåkning på skridskor
  - 1 000 m damer: Ljudmila Titova

### Brons
- Skidskytte
  - 20 km herrar: Vladimir Gundartsev 
  - 5 km damer: Alevtina Koltjina
  - Stafett damer: Alevtina Koltjina, Rita Atjkina och Galina Kulakova